# Gamonal de la Sierra
Gamonal de la Sierra es una localidad española de la provincia de Ávila. Pertenece al término municipal de Hurtumpascual.

## Historia
A mediados del siglo XIX, el lugar pertenecía ya al municipio de Hurtumpascual. La localidad aparece descrita en el octavo volumen del Diccionario geográfico-estadístico-histórico de España y sus posesiones de Ultramar de Pascual Madoz de la siguiente manera:

GAMONAL: barrio de la prov. y dióc. de Avila, part. jud. de Piedrahita, jurisd. de Hortunpascual de cuyo pueblo están incluidas las circunstancias de su localidad, pobl. y riqueza.
(Madoz, 1847, p. 288)

## Demografía
En 2021 tenía una población de 16 habitantes según el INE.

## Turismo
Pantano sobre el arroyo Gamonal y su entorno; río Navazamplón.

## Personas notables
- Bernardo Herráez (1930-2010), fundador de la cadena radiofónica COPE y sacerdote.